# Gouvernement de Bavière
Le gouvernement de Bavière (en allemand : Bayerische Staatsregierung) est l'organe exerçant le pouvoir exécutif en Bavière (Allemagne). Il est actuellement présidé par le ministre-président chrétien-social Markus Söder.

## Composition et fonctionnement
Selon la 4e section de la première partie de la Constitution bavaroise de 1946 (Bayerischen Verfassung), le gouvernement se compose du ministre-président de Bavière (Bayerische Ministerpräsident) et d'au plus 17 ministres et secrétaires d'État.
Le ministre-président est élu par le Landtag (Parlement régional) et nomme et révoque, avec l'accord du Landtag, les ministres et secrétaires d'État, dont il fixe les compétences et attributions. Il fixe les grandes orientations politiques tout en laissant une marge de manœuvre aux ministres (le principe de la compétence que l'on retrouve aussi chez le chancelier fédéral).

## Missions
En tant qu'organe du pouvoir exécutif du Land, le gouvernement bavarois dispose de l'initiative des lois et doit en assurer l'exécution. Il dirige et contrôle l'administration, dont il nomme les hauts fonctionnaires. Par ailleurs, il est appelé à surveiller les municipalités et les fondations de droit public, et à déclarer l'état d'urgence si nécessaire. 
Les membres du gouvernement sont assistés par la chancellerie régionale (en allemand : Bayerische Staatskanzlei) dans l'exercice de ces missions.